# Bakersfield (California)
Bakersfield es una ciudad situada en el condado de Kern, California (Estados Unidos), del que es su capital. Está localizada en el lado oeste de las montañas de Sierra Nevada, al extremo sur del Valle de San Joaquín, a una elevación de 122.83 metros, ocupando un área de 381.61 km². Es una de las ciudades con mayor crecimiento en los Estados Unidos. El terreno de la región de la ciudad aumentó el 31,92 %  y la población urbana en 55.,3 % entre el 2000 y el 2017. En términos de población se posiciona como la 13.ª ciudad más grande de California y la 88.ª de los Estados Unidos. Es conocida por su producción petrolifera y agrícola, y frecuenemente se le considera como la capital petrolera de California. Bakersfield es también la parte del condado con el área agrícola más diversa y productiva del mundo, con alrededor de 250 cultivos diferentes que incluyen 30 variedades de frutas y nueces, 40 tipos de verduras y 20 cultivos de campo diferentes.

## Idiomas
72.9 % inglés, 22.1 % español, 0.7 % tagalo, 0.5 % chino.

## Historia
Los indios yokut fueron los primeros en asentarse en el Valle de San Joaquín, en 1776. En 1799, California y el Condado de Kern, se convirtieron en dominio español. El explorador Francisco Garcés fue el primer europeo en llegar al Valle de San Joaquín, a lo que hoy en día es conocido como Bakersfield. El descubrimiento de oro en 1851 en el río Kern marcó la historia de Bakersfield, pero no fue hasta 1858 en que se estableció el primer asentamiento. En 1860, el alemán Christian Bohna fue el primero en fijar residencia en Kern Island, lo cual es hoy en día Bakersfield. El 10 de septiembre de 1863, el coronel Thomas Baker y su familia llegaron a Kern Island y se mudaron a la casa que anteriormente era de Bohna. Baker reclamó las ciénagas en el área. Dentro de dos años, Baker sembró 4 hectáreas de alfalfa en lo cual hoy son las calles 14 y 17 y las calles K y P. Esto llegó a ser conocido como los campos de Baker, y es por eso hoy se conoce como Bakersfield. La ciudad se consolidó cuando en 1865 se abrió el primer campo de petróleo, llegando a los 300 habitantes en 1869 y a los 800 en 1871.

## Clima
| Parámetros climáticos promedio de Bakersfield, California (normales 1991–2020, extremos 1893–presente) | Parámetros climáticos promedio de Bakersfield, California (normales 1991–2020, extremos 1893–presente) | Parámetros climáticos promedio de Bakersfield, California (normales 1991–2020, extremos 1893–presente) | Parámetros climáticos promedio de Bakersfield, California (normales 1991–2020, extremos 1893–presente) | Parámetros climáticos promedio de Bakersfield, California (normales 1991–2020, extremos 1893–presente) | Parámetros climáticos promedio de Bakersfield, California (normales 1991–2020, extremos 1893–presente) | Parámetros climáticos promedio de Bakersfield, California (normales 1991–2020, extremos 1893–presente) | Parámetros climáticos promedio de Bakersfield, California (normales 1991–2020, extremos 1893–presente) | Parámetros climáticos promedio de Bakersfield, California (normales 1991–2020, extremos 1893–presente) | Parámetros climáticos promedio de Bakersfield, California (normales 1991–2020, extremos 1893–presente) | Parámetros climáticos promedio de Bakersfield, California (normales 1991–2020, extremos 1893–presente) | Parámetros climáticos promedio de Bakersfield, California (normales 1991–2020, extremos 1893–presente) | Parámetros climáticos promedio de Bakersfield, California (normales 1991–2020, extremos 1893–presente) | Parámetros climáticos promedio de Bakersfield, California (normales 1991–2020, extremos 1893–presente) |
| Mes | Ene.                                                                                                   | Feb.                                                                                                   | Mar.                                                                                                   | Abr.                                                                                                   | May.                                                                                                   | Jun.                                                                                                   | Jul.                                                                                                   | Ago.                                                                                                   | Sep.                                                                                                   | Oct.                                                                                                   | Nov.                                                                                                   | Dic.                                                                                                   | Anual                                                                                                  |
| --- | --- | --- | --- | --- | --- | --- | --- | --- | --- | --- | --- | --- | --- |
| Temp. máx. abs. (°C)                                                                                   | 27.8                                                                                                   | 31.1                                                                                                   | 34.4                                                                                                   | 38.3                                                                                                   | 43.3                                                                                                   | 45.6                                                                                                   | 47.8                                                                                                   | 47.2                                                                                                   | 46.1                                                                                                   | 40 | 35 | 30.6                                                                                                   | 47.8                                                                                                   |
| Temp. máx. media (°C)                                                                                  | 14.7                                                                                                   | 17.9                                                                                                   | 21.2                                                                                                   | 24.4                                                                                                   | 28.9                                                                                                   | 33.5                                                                                                   | 36.8                                                                                                   | 36.1                                                                                                   | 33 | 26.8                                                                                                   | 19.5                                                                                                   | 14.9                                                                                                   | 25.7                                                                                                   |
| Temp. media (°C)                                                                                       | 9.7 | 12.1                                                                                                   | 14.8                                                                                                   | 17.4                                                                                                   | 21.7                                                                                                   | 25.9                                                                                                   | 29.3                                                                                                   | 28.6                                                                                                   | 25.7                                                                                                   | 19.8                                                                                                   | 13.5                                                                                                   | 9.6 | 19 |
| Temp. mín. media (°C)                                                                                  | 4.7 | 6.2 | 8.3 | 10.4                                                                                                   | 14.4                                                                                                   | 18.4                                                                                                   | 21.8                                                                                                   | 21.1                                                                                                   | 18.3                                                                                                   | 12.9                                                                                                   | 7.4 | 4.2 | 12.3                                                                                                   |
| Temp. mín. abs. (°C)                                                                                   | -11.1                                                                                                  | -6.7                                                                                                   | -6.7                                                                                                   | -2.2                                                                                                   | 1.1 | 3.3 | 7.2 | 6.7 | -1.1                                                                                                   | -1.7                                                                                                   | -5.6                                                                                                   | -10.6                                                                                                  | -11.1                                                                                                  |
| Precipitación total (mm)                                                                               | 30.2                                                                                                   | 30 | 29.2                                                                                                   | 15.2                                                                                                   | 6.4 | 1.3 | 0 | 0 | 1.3 | 7.1 | 13 | 27.9                                                                                                   | 161.5                                                                                                  |
| Nevadas (cm)                                                                                           | 0.3 | 0 | 0 | 0 | 0 | 0 | 0 | 0 | 0 | 0 | 0 | 0 | 0.3 |
| Días de precipitaciones (≥ 0.2 mm)                                                                     | 6.3 | 6.8 | 6.0 | 3.9 | 2.1 | 0.4 | 0.2 | 0.1 | 0.6 | 1.6 | 3.6 | 6.0 | 37.6                                                                                                   |
| Días de nevadas (≥ 0.2 cm)                                                                             | 0.0 | 0.0 | 0.0 | 0.0 | 0.0 | 0.0 | 0.0 | 0.0 | 0.0 | 0.0 | 0.0 | 0.0 | 0.0 |
| Horas de sol                                                                                           | 186 | 197.8                                                                                                  | 279 | 300 | 341 | 360 | 372 | 341 | 300 | 279 | 210 | 155 | 3320.8                                                                                                 |
| Fuente n.º 1: NOAA                                                                                     | | | | | | | | | | | | | |
| Fuente n.º 2: Climate Atlas (horas de sol)                                                             | | | | | | | | | | | | | |

## Población
La ciudad de Bakersfield tiene un total de 347 483 residentes. Dentro de esta población, 170 196 son hombres y 177 287 son mujeres. La edad media de la población de Bakersfield es 30,2 años, teniendo una población más joven en California (35,6 años) o Estados Unidos (37,4 años). La población se compone de 50,5 % de residentes latinos, 32,5 % de residentes blancos, 8 % de residentes asiáticos, y 6 % de afroamericanos.

## Educación
Actualmente la ciudad de Bakersfield tiene alrededor de 112 923 estudiantes. En el 2016, el 79,6 % de la población estudiantil había adquirido un certificado de secundaria o superior. Los dos colegios y universidades de mayor prestigio y acreditados en la ciudad de Bakersfield son California State University, Bakersfield (Universidad Estatal de California, Bakersfield) y Bakersfield College (Colegio Comunitario de Bakersfield). California State University Bakersfield, también conocida por sus siglas en inglés CSUB fue fundada en 1965 y sirve a más de 10 000 estudiantes. El colegio comunitario de la ciudad, Bakersfield College, fue fundado en 1913 y tiene alrededor de 31 000 estudiantes. El Distrito Escolar de la Ciudad de Bakersfield (BCSD) es el distrito de escuelas primarias  más grande del estado. La primera escuela secundaria en Bakersfield, la escuela secundaria de la Unión del Condado de Kern, abrió en 1893. Fue rebautizada como La Preparatoria de Bakersfield después de la Segunda Guerra Mundial. También en Bakersfield se puede encontrar la llamada Bakersfield Adult School (escuela de adultos de Bakersfield) que proporciona diversos programas educativos como cursos para aprender inglés y cursos para adultos que deseen completar y obtener su diploma de secundaria. 

## Economía
El 42 % de las personas vive con un ingreso familiar de 50 000 dólares o menos, 32 % de las personas tienen un ingreso entre 50 000 a 100 000 dólares, 21 % de las personas tiene ingresos entre $100 000 a 200 000 dólares y solo el 5 % de las personas en Bakersfield tiene un ingreso familiar anual de 200 000 dólares. Bakersfield tiene una tasa de desempleo de 8,5 %, casi el doble a comparación con el resto del estado, que está a 4,3 %. En el 2016 20 % de los residentes vivía por debajo del umbral de pobreza (www.city-data.com). Mientras el ingreso promedio de un residente en Bakersfield es de 59 233 dólares, en California es de 67 739 dólares.

## Música
Debido al Dust Bowl, Buck Owens y su familia emigraron al oeste, donde viajarían desde Phoenix hasta el Valle de San Joaquín para cosechar cultivos, e incluso piscar algodón. En 1951,a los 16 años, Owens se mudó a Bakersfield donde él y otros músicos comenzaron a crear lo que ahora se conoce como el sonido de Bakersfield. Uno de esos músicos fue Merle Haggard, quien nació y creció en Oildale, California. En 1962, Haggard completó su primer sencillo, «Skid Row», en el sello Tally de Bakersfield. En 1965, firmó con Capitol Records. La mayoría de las primeras canciones de Haggard reflejan su tiempo en prisión, agricultura y trabajo de obrero en el sur de California, incluyendo Bakersfield. Es en Bakersfield donde nació la música country. El Bakersfield Sound ha inspirado a muchos artistas del país, como Dwight Yoakam. Yoakam, junto a Owens, rindió homenaje a Owens con su grabación de 1973 de «Streets of Bakersfield». La portada alcanzó el número uno en la lista Billboard Hot Country Singles en 1988. El 24 de febrero del 2006, el alcalde de Bakersfield, Harvey Hall, declaró el 24 de febrero Korn Day, en honor a la banda de metal Korn, cuya ciudad natal es Bakersfield. Ese mismo día, a la calle trasera del estadio Rabobank se le nombró Korn Row.

## Televisión
En esta ciudad existen 5 estaciones de TV de alta potencia y 4 de baja potencia (Todas las de alta potencia y 2 de baja potencia se transmiten únicamente en TDT.)
- Canal 11/17.3 KKEY-LP/KGET DT3 Telemundo
- Canal 17.1 KGET NBC
- Canal 17.2 KGET-DT2 The CW
- Canal 23.1 KERO ABC
- Canal 29.1 KBAK CBS
- Canal 4/31/45.3/31.2 KBTF-LP Telefutura
- Canal 45.2/39.1/39.2 KABE-LD Univision
- Canal 42/23.2/42.2 KZKC-LP Azteca America (Estados Unidos)
- Canal 58/29.2/58.2 KBFX-CA FOX

También es la sede de la única estación de televisión de habla anglófona propiedad de Univision, el conglomerado de medios en español más grande de los Estados Unidos:
- Canal 45 KUVI-DT MyNetwork TV.

## Personajes ilustre
Kevin Harvick, campeón de la NASCAR Cup Series en 2014 y ganador de las 500 Millas de Daytona en 2007.

## Noticias
- Bakersfield

## Códigos postales
La ciudad de Bakersfield cubre 20 códigos postales: 93301, 93302, 93303, 93304, 93305, 93309, 93311, 93312, 93313, 93383, 93385, 93386, 93387, 93399, 93389, 93390, 93306,93307, 93314, 93380